# Leszczowate (dwór)
Leszczowate – majątek ziemiański w województwie podkarpackim, powiat bieszczadzki, gmina Ustrzyki Dolne.

## Historia
W 1556 r. urodził się w tej wsi Krzysztof Kraiński, reformator kalwiński, autor „Postylli”. 22 stycznia 1737 r. Marcin Bonifacy Kraiński, łowczy sieradzki i rotmistrz znaku pancernego wykupił wieś w pełni od Bazylego Ustrzyckiego, stolnika przemyskiego. Właściciele przechowywali w dworze dokumenty i listy rodzinne Romana Cyriaka, pamiętnikarza, członka Stanów galicyjskich, Edmunda Kraińskiego, kapitana saperów i powstańca listopadowego. Po walkach Edmund Kraiński wrócił do swojego majątku i zajął się gospodarką, zyskując zaufanie wśród chłopów, którzy w 1846 r. (rabacja galicyjska) pilnowali dworu w Leszczowatem i nie dopuścili do jego splądrowania. W Leszczowatem urodził się w 1854 r. Wincenty Kraiński. We dworze przyjmowano zaprzyjaźnionego Wincentego Pola i Oskara Kolberga, zbierającego materiały do monografii etnograficznej Małopolski południowo-wschodniej (t.49-51,Sanocko-Krośnieńskie) (w 1861, 1863, 1883, 1884 i 1885 r.).
Leszczowate jest terenem roponośnym. W 1848 r. podjęto próby wydobywania ropy naftowej, początkowo używanej do smarowana osi kół. Wincenty Kraiński, przy technicznym wsparciu holenderskiej firmy wydobywczej, Petroleum Matrekopij Holland, rozpoczął przemysłową eksploatację złoża. W Leszczowatem i pobliskiej Ropience eksploatowano działki oznaczone jako księgi naftowe o symbolach „Wincenty I, II, III, IV, V, VI” po Wincentym Kraińskim.

## Cerkiew
Niedaleko dworu stała cerkiew greckokatolicka św. Paraskewy (obecnie kościół katolicki). Kraińscy byli fundatorami cerkwi, pomimo że byli katolikami. Pierwsze wzmianki o drewnianej cerkwi pojawiają się w 1717 r. W 1861 r. Edmund Kraiński odbudowuje kaplicę. Kolejne odbudowy miały miejsce w 1922 r. i 1937. Świątynia jest ozdobiona polichromią figuralną i ornamentalną autorstwa Wołoszyńskiego i Żołtnira.
Z okresu Kraińskich zachowały się dwa ołtarze boczne z XVIII w., wrota carskie i diakońskie z XIX w., ikona Chrystusa nauczającego w ramie z XVIII w., ikona Ukrzyżowanie(Pasja) z II poł. XVII w. oraz ikony św. Mikołaja i Matki Boskiej z Dzieciątkiem.

## Dwór
Modrzewiowy dwór wraz z folwarkiem i starodrzewiem w założeniu parkowym został zniszczony w 1944 r. po napadzie bojówki UPA.